# Szajla, Heves
Szajla  este un sat în districtul Pétervására, județul Heves, Ungaria, având o populație de 602 locuitori (2011). 

## Demografie
Componența etnică a satului Szajla
     Maghiari (79,16%)
     Romi (20,06%)
     Necunoscut (0,78%)
     Alții (0,78%)
Componența confesională a satului Szajla
     Romano-catolici (64,62%)
     Fără religie (4,65%)
     Reformați (1,66%)
     Necunoscută (29,07%)
     Alte religii (6,98%)
Conform recensământului din 2011, satul Szajla avea 602 locuitori. Din punct de vedere etnic, majoritatea locuitorilor (79,16%) erau maghiari, cu o minoritate de romi (20,06%). Apartenența etnică nu este cunoscută în cazul a 0,78% din locuitori.  Din punct de vedere confesional, majoritatea locuitorilor (64,62%) erau romano-catolici, existând și minorități de persoane fără religie (4,65%) și reformați (1,66%). Pentru 29,07% din locuitori nu este cunoscută apartenența confesională.